# Дьяконов, Вениамин Иванович
Вениами́н Ива́нович Дья́конов (10 августа 1920, Ронга, Ронгинская волость, Царевококшайский уезд, Казанская губерния, РСФСР — 29 сентября 1994, Йошкар-Ола, Россия) — марийский советский деятель образования, партийный деятель, учёный-историк, кандидат исторических наук, доцент. Проректор по учебной работе Марийского педагогического института имени Н. К. Крупской (1962—1981). Заслуженный деятель науки Марийской АССР (1970). Член КПСС с 1957 года.

## Биография
Родился 10 августа 1920 года в селе Ронга ныне Советского района Марий Эл в семье учителя.
В 1938 году окончил Ронгинскую среднюю школу. Затем там же работал культработником, учителем, директором школы, комсомольским работником. 
В 1944—1948 годах — 1-й секретарь Йошкар-Олинского горкома ВЛКСМ, а в 1949—1951 годах — секретарь Йошкар-Олинского горкома ВКП(б).
В 1951 году заочно с отличием окончил Марийский педагогический институт имени Н. К. Крупской. По окончании института здесь же — секретарь партбюро, заместитель директора, преподаватель, доцент, в 1962—1981 годах — проректор по учебной работе.
За вклад в развитие образования и исторической науки в 1970 году ему присвоено почётное звание «Заслуженный деятель науки Марийской АССР». Награждён орденом Трудового Красного Знамени и медалями, в том числе медалью «За трудовую доблесть». 
Скончался 29 сентября 1994 года в Йошкар-Оле, похоронен там же.

## Научная деятельность
Известен как исследователь истории Марийской АССР в период Великой Отечественной войны.
В 1960 году защитил кандидатскую диссертацию на тему «Комсомол — верный помощник Коммунистической Партии в борьбе за укрепление тыла в период Великой Отечественной войны 1941—1945 гг. (на материалах работы комсомольских организаций Марийской, Татарской и Чувашской АССР)» в Московском городском педагогическом институте имени В. П. Потёмкина. Кандидат исторических наук (1960).

## Основные научные работы
Далее представлен список основных научных работ В. И. Дьяконова:  
- Дьяконов В. И. Комсомол — верный помощник Коммунистической Партии в борьбе за укрепление тыла в период Великой Отечественной войны 1941—1945 гг. [Текст]: (На материалах работы комсомольских организаций Марийской, Татар. и Чуваш. АССР): Автореферат дис. на соискание ученой степени кандидата исторических наук / М-во просвещения РСФСР. Моск. гор. пед. ин-т им. В. П. Потемкина. Кафедра истории КПСС. — Москва: [б. и.], 1960. — 24 с.

## Признание заслуг
- Заслуженный деятель науки Марийской АССР (1970)[4]
- Орден Трудового Красного Знамени (1948)[1]
- Медаль «За трудовую доблесть» (1946)[1]
- Медаль «За доблестный труд. В ознаменование 100-летия со дня рождения Владимира Ильича Ленина» (1970)[1]
- Почётная грамота Президиума Верховного Совета Марийской АССР (1946)[1]

## Память
Материалы учёного-историка В. И. Дьяконова ныне хранятся в Музее истории Педагогического института Марийского государственного университета. 